# Atherinomorus endrachtensis
Atherinomorus endrachtensis és una espècie de peix pertanyent a la família dels aterínids.

## Descripció
- Pot arribar a fer 9 cm de llargària màxima.
- 5-7 espines i 8-10 radis tous a l'aleta dorsal i 1 espina i 11-14 radis tous a l'anal.
- Pot presentar una taca a la zona pectoral.
- Té una franja argentada mediolateral.[6][7][8]

## Hàbitat
És un peix d'aigua marina i salabrosa, associat als esculls i de clima tropical (19°N-24°S), el qual viu a les aigües costaneres poc fondes.

## Distribució geogràfica
Es troba al Pacífic occidental central: des de les illes Filipines i la Micronèsia fins al nord d'Austràlia i Salomó.

## Observacions
És inofensiu per als humans i forma moles mixtes amb Atherinomorus ogilbyi, Craterocephalus mugiloides i Hypoatherina temminckii a les costes del nord d'Austràlia.